# Euregio Meuse-Rhin
L'Euregio Meuse-Rhin, créée en 1976, est l'une des plus anciennes coopérations transfrontalières situées au cœur de l'Union européenne et constituée sous la forme d'une eurorégion. Son objectif vise à mettre en évidence et en valeur la communauté d'intérêt qui existe entre les régions la composant et de rendre les habitants davantage conscients de la nécessité d'une coopération sur le plan de l'administration, de l'économie, de la culture, de l'enseignement et de l'infrastructure.

## Histoire
L'Euregio Meuse-Rhin a été fondée en 1977 sous la forme d'une communauté de travail et a été transformée, en 1991, en fondation de droit néerlandais.
En 1984, les collectivités territoriales allemandes participant à l'eurorégion ont créé l'association REGIO Aachen pour coordonner et soutenir leur participation.
L'Euregio Meuse-Rhin bénéficie, depuis 1991, d'un programme européen de coopération transfrontalière INTERREG spécialement consacré à la région et visant à renforcer ses structures socio-économiques et socio-culturelles. Le budget total pour la période 2007-2013 est de 144 millions d'euros. L'Euregio Meuse-Rhin est l'autorité de gestion de ce programme.
Le 25 janvier 1995, le Conseil eurorégional de l'Euregio Meuse-Rhin a été institué (voire le chapitre sur l'organisation). Depuis sa création, il a adopté une série de résolutions portant notamment sur des questions de transports, sur l'apprentissage des langues ou sur le Groupement européen de coopération territoriale (GECT).
Les bureaux de l'Euregio sont situés à Maastricht, dans la province néerlandaise de Limbourg, depuis sa fondation en 1976. Le 4 janvier 1997, ils ont été transférés dans la ville belge d'Eupen.

## Territoire de coopération
Les membres de l'Euregio Meuse-Rhin sont les cinq régions suivantes :
- La province de Liège en Belgique ;
- La Communauté germanophone ;

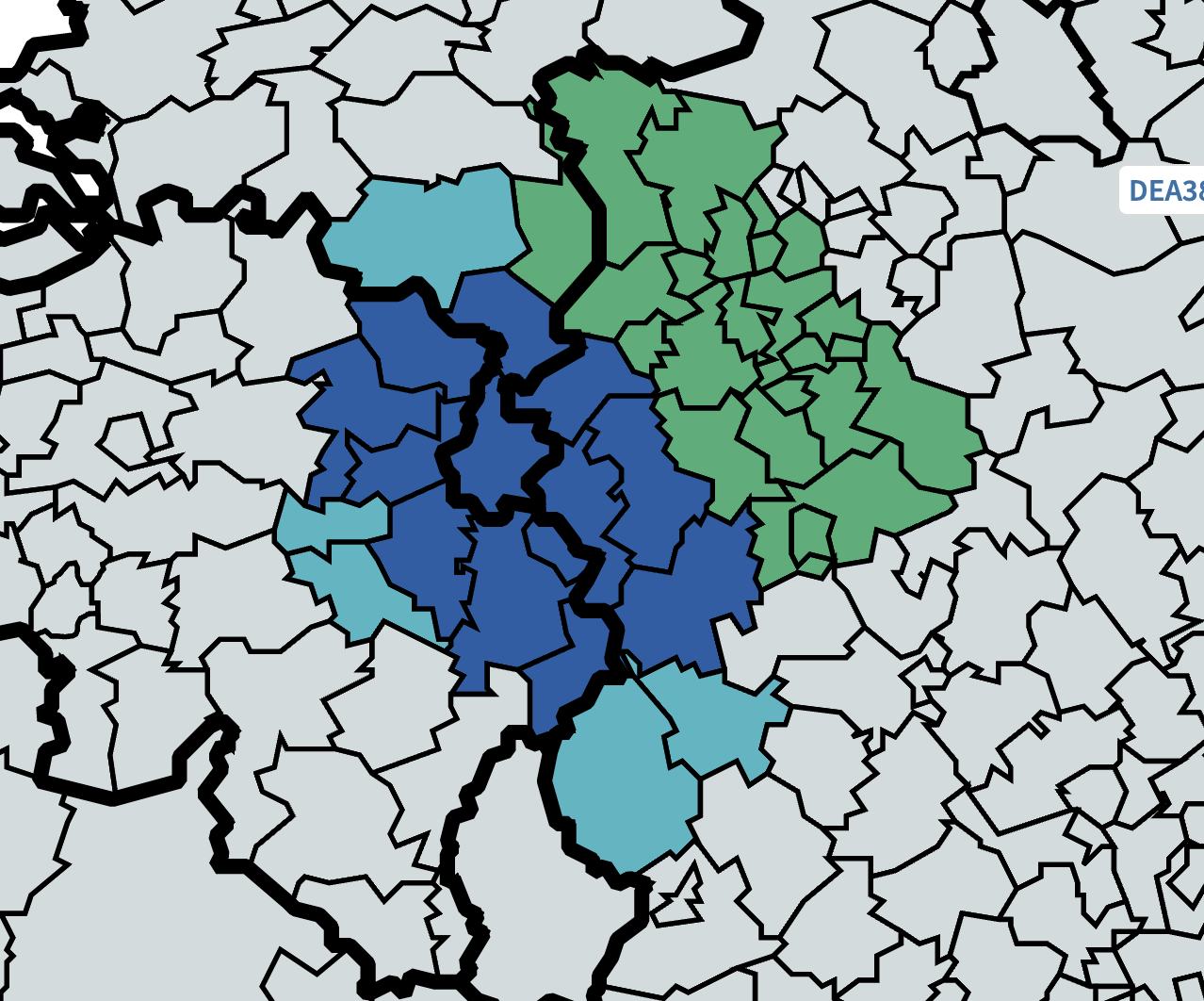
Bleu : Euregio Meuse-Rhin, Vert : Définition large Euregio Meuse-Rhin et Bleu clair : Parfois considéré comme faisant partie de l'Euregio Meuse-Rhin

- Bleu : Euregio Meuse-Rhin, Vert : Définition large Euregio Meuse-Rhin et Bleu clair : Parfois considéré comme faisant partie de l'Euregio Meuse-RhinLa Province de Limbourg en Belgique ;
- La partie méridionale de la province du Limbourg aux Pays-Bas ;
- L'association REGIO Aachen, dans le district de Cologne dans le Land allemand de Rhénanie-du-Nord-Westphalie. Elle est formée des arrondissements d'Aix-la-Chapelle-Campagne, Aix-la-Chapelle-Ville, Düren, Euskirchen et Heinsberg.

L'Eurorégion regroupe une population de plus de 3,88 millions de personnes présentant une réelle diversité culturelle avec trois langues (français, allemand, néerlandais). Cinq grandes villes font partie de l'Euregio : Liège, Hasselt, Maastricht, Heerlen et Aix-la-Chapelle.

## Organisation
L'organe suprême de l'Euregio Meuse-Rhin est le Comité directeur composé de 20 membres, à savoir le Regierungspräsident du district de Cologne pour la REGIO Aachen, le Commissaire de la Reine pour le sud de la Province du Limbourg néerlandais, le Gouverneur de la Province du Limbourg belge, le Gouverneur de la Province de Liège, le Ministre-Président de la Communauté germanophone de Belgique ainsi que trois représentants politiques supplémentaires par région partenaire. Il est chargé principalement des questions financières et de programmation. La présidence du comité directeur dure trois ans et alterne d'une région membre à une autre.
L'Euregio Meuse-Rhin est également doté d'un Conseil eurorégional composé de deux chambres. Il a été institué le 25 janvier 1995. La première chambre regroupe 51 représentants politiques délégués par les régions participant à l'Euregio. La deuxième chambre regroupe 30 représentants des domaines sociaux et économiques des régions participantes.
L'Euregio Meuse-Rhin est membre de l'Association des régions frontalières européennes (ARFE).